# Bohemian Rhapsody
Bohemian Rhapsody (Bohemska rapsodija) je pesem, ki jo je napisal Freddie Mercury in je bila prvotno objavljena leta 1975 na albumu rock skupine Queen A Night at the Opera. Ima neobičajno strukturo za pesem popularne glasbe, in sicer je razdeljena na tri dele, brez refrena, in z delom brez spremljave (a cappella) in delom, ki bi ga označili za heavy metal glasbo; velikokrat jo imenujejo tudi »mini opera«. Pesem je bila sočasno z albumom izdana tudi kot singl in je kot taka doživela velik uspeh, ki je Queen še utrdil pot k slavi. Za pesem je bil posnet tudi videospot, katerega del se je predvajal na vsakem koncertu (pesem je bila po izdaji zaigrana na vsakem njihovem koncertu), kjer je bila pesem zaigrana, saj je bila popolna izvedba, zaradi dodelanih vokalov, v živo nemogoča.

## Sestava pesmi
Pesem je dolga skoraj šest minut in je sestavljena iz šestih delov: uvod, balada, kitarski solo, opera, rock in zaključek.

### Uvod (0:00-0:48)
Pesem se začne s štiridelno harmonijo, brez spremljave (a cappella). V besedilu se pojavi vprašanje ali je življenje resnično (»Is this the real life?«) ali pa je le fantazija (»Is this just fantasy?) in se zaključi z odgovorom, da ni izhoda iz realnosti (»No escape from reality.«). Po petnajstih sekundah se začne klavirski solo in Freddiejev solo vokal, ki ga dopolnujejo stranski vokali ostalih članov skupine. Pripovedovalec se označi za ubogega dečka (»just a poor boy«) in pravi, da ne rabi sočutja(»I need no sympathy«), ker ni nič pomembno.

### Balada (0:48-2:36)
Klavirski solo se nadaljuje, vokali pa se iz harmonije prelevijo v Freddiejev popolni solo. Ob 1:19 se začnejo Taylorjevi bobni, pripovedovalec pripoveduje, o umoru, o ponovnem začetku življenja, ponovno pa zaključi, da ni nič pomembno (»Carry on, carry on as if nothing really matters.«). V nadaljevanju pripoveduje, kako so ga uničila lastna dejanja (ob 1:50 vstopi May s kitaro). Poslavlja se od sveta in se sprijazni z resnico, da noče umreti, ampak si včasih celo želi, da se sploh ne bi rodil (»Mama, ooh, I don't want to die,|I sometimes wish I'd never been born at all.«).

### Kitarski solo (2:36-3:02)
Ko Mercury zapoje zadnji verz, se zvok ojača in May začne s prehodom med baladnim in opernim delom. Kitara postane še glasnejša, vendar se nazadnje (3:02) del zaključi s tihim klavirjem. Na koncertih so ob koncu tega dela izvajalci odšli z odra in odvrtel se je operni del videospota, saj zaradi v studiu izpopolnjenih vokalov izvedba v živo ni bila mogoča.

### Opera (3:02-4:08)
Najslavnejši del pesmi je zaznamovan z izjemnimi vokali, nekajkrat pa je uporabljen tudi zvonec.

### Hard rock (4:08-4:55)
Ob koncu opernega dela zopet vstopi kitara ter zaigra agresiven zvok, značilen za hard rock. Ob 4:14 Mercury zapoje  besedilo, v katerem pravi, da ga ne morejo popljuvati in pustiti umreti in da mora zbežati stran od tod (»So you think you can stone me and spit in my eye.|So you think you can love me and leave me to die.|Oh, baby, can't do this to me, baby,|Just gotta get out, just gotta get right outta here.« Sledijo tri kitare, na koncertih je May igral na eno, drugo pa je imitiral Mercury na klavirju.

### Zaključek (4:55-5:55)
Ritem se zopet umiri na tistega iz uvoda in ga dokonča. Vzdihljaji, ki bi morali slediti besedilu je Deacon zaigral na kitaro, in sicer tako, da je posnemal zvok trobent. Zadnjemu verzu »Kamorkoli pihlja veter« (»Any way the wind blows.«) sledi zvok gonga.